# Frenelles-en-Vexin
Frenelles-en-Vexin é uma comuna francesa na região administrativa da Normandia, no departamento de Eure. Estende-se por uma área de 29.06 km². Em 2010 a comuna tinha 1 741 habitantes (densidade: 59,9 hab./km²).
Foi criada em 1 de janeiro de 2019, após a fusão das antigas comunas de Boisemont, Corny e Fresne-l'Archevêque.